# 장길손
장길손은 한국의 거인 설화에 등장하는 거인이다.

## 줄거리
이 거인은 덩치가 커서 나뭇잎으로 겨우 음부만 가렸는데 왕이  1년 동안 삼남지방에서 들여와 옷을 해주었더니 그 옷에 햇빛이 가려 곡식이 익지 않았다. 그래서 거인은 사람들에게 쫓겨나서 만주로 가게 되고 배가 고파 흙을 집어먹은 것이 설사를 하여 백두산을 비롯한 산이 되었고 소변을 본 것이 압록강을 비롯한 여러 강들이 되었다고 한다.

## 참고 문헌
- 손진태,  "韓鮮山川の由來",   韓鮮の民話,  岩崎美(彳朮亍)社 1959년. 16면
- 한국구전설화(임석재, 평민사, 1988∼1993) 5, 189.